# Kałojan Dinczew
Kałojan Dinczew (bg. Калоян Динчев; ur. 3 lutego 1980) – bułgarski zapaśnik walczący w stylu wolnym. Dwukrotny olimpijczyk. Ósmy w Pekinie 2008 i czternasty w Atenach 2004. Startował w kategorii 96 kg.
Czterokrotny uczestnik mistrzostw świata, brązowy medalista w 2006.
Piąty na mistrzostwach Europy w 2008. Czwarty w Pucharze Świata w 2006. Trzeci na MŚ juniorów w 2000 roku.
- Turniej w Atenach 2004

Wygrał z Johnem Tarkongiem juniorem z Palau i przegrał z Giennadijem Czchaidze z Kirgistanu.
- Turniej w Pekinie 2008

Przegrał z Czechem Markiem Švecem i odpadł z turnieju.